# Quai Mativa
Le quai Mativa est une artère liégeoise, sur la rive droite de la dérivation, qui va du quai des Ardennes au quai Mozart (sur l'Ourthe) et au quai Gloesener (sur la Meuse), dans le quartier des Vennes et Fétinne. La passerelle Mativa, au-dessus de la Dérivation, relie le quai Mativa au parc de la Boverie. 

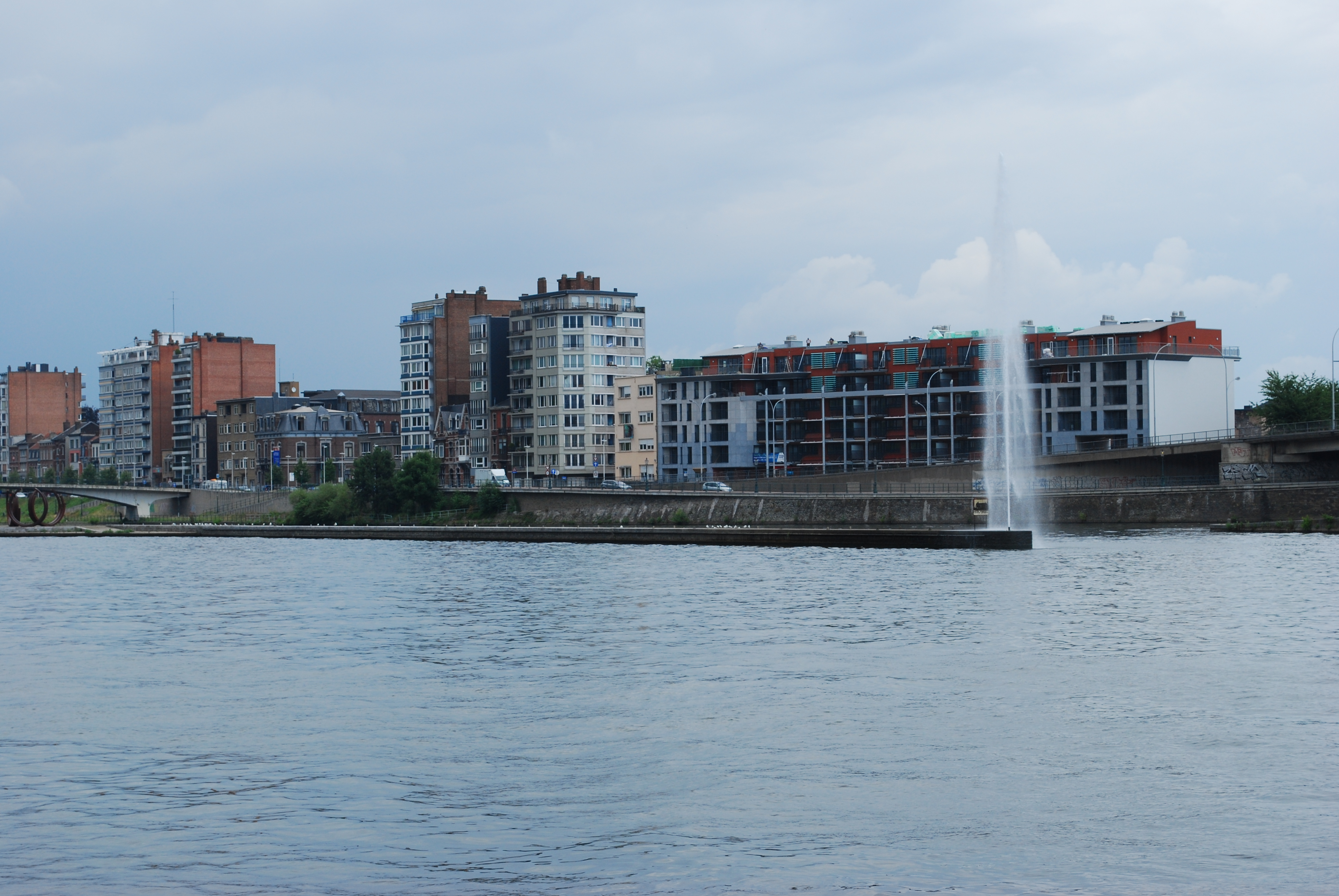
Le quai Mativa, au confluent de l'Ourthe et de la Meuse

La nationale 90 emprunte le quai.

## Historique
Le quai Mativa a été créé au XIXe siècle lors des importantes rectifications du cours de la Meuse et le creusement du canal de la Dérivation ; le quai et le quartier de Fétinne se sont développés après l'exposition universelle de 1905.

## Toponymie
Le quai baptisé en 1857 se réfère à une appellation remontant au XIIIe siècle d'un ancien pré, disparu avec la modification du cours de la Meuse, connu sous le nom de Mathieuval (le val de Mathieu).

## Rues adjacentes
- Quai Mozart
- Rue des Vennes
- Quai Julien Rémont
- Rue Auguste Hock
- Rue Gaucet
- Boulevard Émile de Laveleye
- Avenue Albert Mahiels
- Quai des Ardennes
- Quai Gloesener (par le pont Gramme)

## Architecture et urbanisme
À la fin des années 1960, le quai Mativa avait été transformé en une voie rapide (à 4 bandes de circulation, et une desserte de circulation locale) assurant le transit automobile sur la rive droite de la dérivation, entre le quai des Ardennes et la route du Condroz (RN 63) et l'autoroute vers Maastricht. Cette voie rapide a été déclassée, et des travaux de transformation ont permis en 2005 d'amorcer un aménagement du quai qui permette à ses riverains d'accéder plus aisément aux berges de la dérivation. 
La plupart des édifices du quai Mativa sont des immeubles à appartements construits après la Seconde Guerre mondiale, entre lesquels subsistent néanmoins quelques exemples de l'habitat bourgeois qui s'y était développé à la fin du XIXe siècle et au début du XXe siècle.
- architecte Jules Micha : n° 4 (maison).
- architecte L. Bécasseau : n° 11 (maison).
- architecte P. Tombeur : n° 18 (maison).
- sgraffite Art nouveau : n° 19.
- architecte H. Halkin : n° 20 (maison).
- architecte Albert Duesberg : n° 22 (maison, 1911)
- sgraffite Art nouveau : n° 31.
- architecte Victor Rogister : n° 34 Maison Pieper (maison du fabricant d'armes Nicholas Pieper, 1908 - art nouveau).
- architecte Jean Plumier : n° 70 (immeuble à appartements, 1939)
- architecte Louis Rahier : n° 72 (maison Art déco)
- architecte G. Debouny : n° 73 (maison).
- maison Art déco : n° 74.

## Sculpture
Au bord de la Dérivation, en face du n°6, se trouve la sculpture Le Rameur,  œuvre de l'artiste liégeoise Mady Andrien.

## Riverains
- École fondamentale Notre Dame de Lourdes.